# Marie Rosaire Gagnebet
Marie Rosaire Gagnebet OP, Taufname Charles, (* 6. August 1904 in Quatre Routes; † 1. Juni 1983 in Toulouse) war ein französischer Ordenspriester und katholischer Theologe.

## Leben
Gagnebet studierte Theologie und Philosophie in Saint-Maxim und in Rom, wo er 1937 zum Dr. theol. promoviert wurde. Von 1938 bis 1976 war er Professor am Angelicum. Er war ein strenger Thomist, verteidigte das spekulative Theologieverständnis und stand der Nouvelle théologie kritisch gegenüber. Gagnebet war ein Vertrauter des Generalministers seines Ordens, Michael Browne, und war seit 1954 Mitarbeiter des Heiligen Offiziums. Er war Mitglied der vorbereitenden Kommission des Zweiten Vatikanischen Konzils und stand der Unterkommission De Ecclesia vor. Während des Konzils war er Peritus und arbeitete in der Theologischen Kommission an Lumen gentium mit. Zugleich war er am Entstehen von Dei Verbum und Gaudium et spes beteiligt.

## Werke
- La nature de la theologie speculative: RThom 44 (1938) 1-39.213-255.645-674.
- De natura theologiae ejusque methodo secundum S. Thomam, 2 Bde. Rom 1951–52.
- L’origine de la juridiction collégiale du corps épiscopal au Concile selon Bolgeni: Divinitas 2 (1961) 431-493.
- L’œuvre du P. Garrigou-Lagrange: itinéraire intellectuel et spirituel vers Dieu: Angelicum 17* (1965) 7-31.